# Зеленин, Сергей Иванович
Сергей Иванович Зеленин (1 марта 1958 — 2004) — советский и российский футболист, нападающий.

## Биография
В первенстве СССР и России выступал за клубы первой (1979—1981, 1983—1984), второй (1982, 1985—1989, 1994—1995) и второй низшей (1990) лиг «Кузбасс» Кемерово (1979, 1982—1988), СКА Хабаровск (1980—1981), «Металлург» / «Металлург-Запсиб» Новокузнецк (1985—1989, 1994—1995), «Вулкан» Петропавловск-Камчатский (1990). В сезонах 1990/91 — 1993/94 играл за польский «Хутник» Варшава.
Работал боковым судьёй на матчах второго дивизиона.
Скончался в 2004 году.
В Новокузнецке был организован турнир памяти Зеленина.